# Melanie Mitchell
Melanie Mitchell (...) è un'insegnante statunitense.

## Biografia
Ha conseguito il dottorato di ricerca nel 1990 con la tesi "Copycat: A Computer Model of High-Level Perception and Conceptual Slippage in Analogy-Making" presso l'Università del Michigan sotto la supervisione di Douglas Hofstadter e John Holland, per la quale ha sviluppato l'architettura cognitiva Copycat.
È docente di Complessità presso il Santa Fe Institute. I suoi contributi principali si collocano nelle aree del ragionamento analogico, dei sistemi complessi, degli algoritmi genetici e degli automi cellulari.

## Pubblicazioni selezionate

### Libri
- Melanie Mitchell, Analogy-Making as Perception, 1993, ISBN 0-262-13289-3.
- Melanie Mitchell, An Introduction to Genetic Algorithms, Cambridge, Massachusetts, US, MIT Press, 1998, ISBN 0-262-63185-7.
- Melanie Mitchell, Complexity: A Guided Tour, Oxford, UK, Oxford University Press, 2009, ISBN 978-0-19-512441-5.
- (EN) Melanie Mitchell, Artificial Intelligence: A Guide for Thinking Humans, Firstª ed., Farrar, Straus and Giroux, 15 ottobre 2019, ISBN 978-0374257835.

### Articoli
- Mitchell, M., Holland, J. H., and Forrest, S., When will a genetic algorithm outperform hill climbing?, in Advances in Neural Information Processing Systems, vol. 6, 1994,  pp. 51-58.
- Melanie Mitchell, Peter T. Hraber, and James P. Crutchfield, Revisiting the edge of chaos: Evolving cellular automata to perform computations (PDF), in Complex Systems, vol. 7, 1993,  pp. 89-130. URL consultato l'8 maggio 2022 (archiviato dall'url originale l'8 giugno 2010).
- George Cowan, David Pines e David Elliott Meltzer, Complexity : metaphors, models, and reality, Cambridge, Massachusetts, US, Perseus Books, 1999,  pp. 731, ISBN 978-0738202327.